# 1689-es jakobita felkelés
Az 1689-es jakobita felkelés katonai konfliktus volt, amelyet főleg Skót-felföldön vívtak, II. Jakab angol király trónra való visszahelyezése végett, miután az 1688. novemberi, ún. dicsőséges forradalom leváltotta. Támogatói, a Jakab latinul Jacobus névből képzett elnevezésű jakobiták, a kapcsolódó politikai mozgalom pedig jakobitizmus néven volt ismert. Az 1689-es felkelés volt az első a 18. század végéig tartó lázadások és összeesküvések sorozatában, amelyek a Stuart-dinasztia restaurációjára törekedtek.
A skót lázadás része volt a kilencéves háború néven ismert szélesebb körű európai konfliktusnak, amely a williamita háború támogatásáért vívott harc volt Írországban 1689 és 1691 között. Annak ellenére, hogy a jakobiták döntő győzelmet arattak Killycrankie-ben 1689 júliusában, karizmatikus vezetőjük, John Graham, Dundee 1. vikomtja elesett az utolsó támadásban. Halála a korlátozott hazai vagy külföldi támogatással együtt azt bizonyítja, hogy a felkelés soha nem jelentett valódi veszélyt III. Vilmos angol király valamint II. Mária angol királynő új kormányára nézve. A nagy hadművelet Cromdale-ben 1690 májusában ért véget, bár a Felföldet végül csak 1692-ben, a glencoe-i mészárlás után foglalták el.

## Háttér
1685 februárjában II. Jakab került hatalomra, katolikus létére Anglia, Skócia és Írország mindhárom királyságában széles körű támogatással. A túlnyomórészt katolikus Írországban azt remélték, hogy helyreállítja a katolikusoktól a 17. században elkobzott földeket, és eltörli azokat a büntető törvényeket, amelyek korlátozták a közhivatalok betöltésére való jogukat. A túlnyomórészt protestáns Angliában és Skóciában a három királyság 1638–51-es háborújának tapasztalata azt jelentette, hogy sokan féltek a „természetes örökös” megkerülésének következményeitől. A stabilitás iránti vágy két protestáns felkelés gyors összeomlásához vezetett 1685 júniusában, a Monmouth-lázadáshoz Angliában és az Argyll-lázadáshoz Skóciában. 

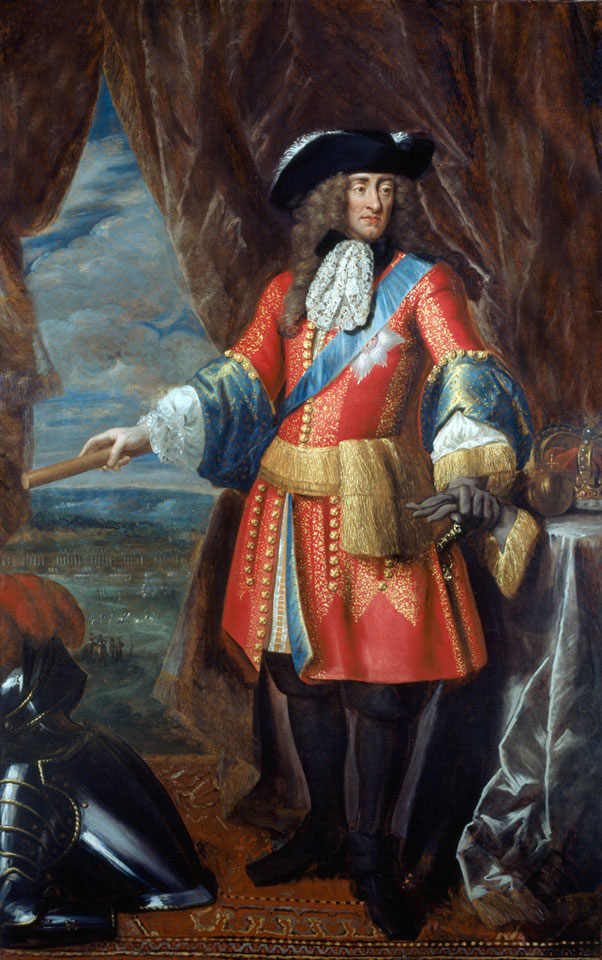
II. Jakab angol király

Az 1681-es skót utódlási törvény előírássá tette a király iránti engedelmességet „vallástól függetlenül”. Cserébe Jakab megesküdött, hogy fenntartja a skót egyház, vagyis a Kirk elsőbbségét. 1680-ra a skótok több mint 95%-a a Kirk tagja volt. A katolikusok száma nem érte el a lakosság 2,2%-át, sőt más protestáns vallásokat is kitiltottak.  A Scots Test Act hatályon kívül helyezésére tett kísérletek meggyengítették szilárd támogatóit, miközben szembeszálltak az Argyllt támogató presbiteriánusokkal 1685-ben. 
Az a felfogás, hogy Jakab hajlandó figyelmen kívül hagyni kötelezettségvállalásait, koronázási esküjét és támogatóit, súlyosan aláásta skóciai pozícióját.  1685 októberében mintegy kétszázezer francia protestánst kényszerítettek száműzetésre a fontainebleau-i ediktum miatt, miközben a XIV. Lajos francia király vezette francia expanzionizmus a Németalföldi Köztársaságot fenyegette.  A Skócia és más franciaországi és hollandiai reformátusok közötti szoros gazdasági és kulturális kapcsolatok fokozták a félelmet, hogy Európát protestáns részét a katolikus ellenreformáció fenyegeti. 
Két esemény sodorta válságba az ellenzéket: az első az volt, hogy június 10-én megszületett Jakab fia, James Francis Edward Stuart. Az első gyermek elsőbbségi jogának elve alapján (elsőbbséget élvezett a meglévő örökösökkel, Jakab protestáns lányával, Máriával és férjével, Orániai Vilmossal, Orange hercegével szemben. Először vált egy katolikus király hosszú távú, nem pedig ideiglenes uralkodóvá. A második és ehhez kapcsolódó kérdés a hét püspök elleni vádemelése volt, akik úgy tűnt, túllépnek a katolicizmus iránti tolerancia támogatásán és az angol egyház megtámadásán. Úgy tűnt, ez a Kirket is fenyegeti, és a június 30-i felmentésük megsemmisítette Jakab politikai tekintélyét Skóciában és Angliában. 
1685 előtt sokan féltek a polgárháborútól, ha Jakabot megkerülik. 1688-ra úgy tűnt, hogy ezt csak az ő eltávolítása akadályozhatja meg.  A Németalföldi Köztársaság és szövetségesei elleni új offenzíva francia előkészületei arra késztették Vilmost, hogy megőrizze az angol erőforrásokat, vagy megakadályozza, hogy ellene használják fel őket. Vilmos júliusban kiadott meghívása biztosítékot nyújtott a fegyveres beavatkozás támogatására az angol politikai osztály minden részéről, beleértve azokat is, akik korábban Jakabot támogatták. A kilencéves háború szeptemberben kezdődött, és november 5-én Vilmos 14 000 emberrel szállt partra Brixhamben. Ahogy előrenyomult, sokan elhagyták a királypárti hadsereget, és Jakab december 23-án száműzetésbe vonult. Februárban az angol parlament Vilmost és Máriát választotta Anglia közös uralkodóinak. 

## A skóciai egyezmény

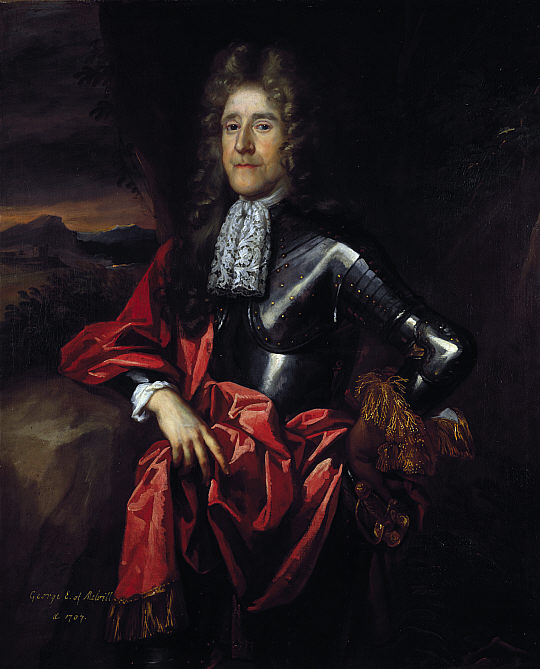
George Melville, Melville 1. grófja, a parlament kormányának vezetője

1689 márciusában választásokat tartottak egy skót konventben, hogy megállapodjanak a helyzet rendezéséről. Vilmos tanácsadói között sok skót száműzött volt, mint például Argyll és Melville, akik ki akarták űzni a püspököket a Kirkből.  Amikor a kongresszus márciusban összeült, a 125 küldött nagyjából 75:50 arányban oszlott meg a protestánsok és az episzkopálisok között. Csak egy kis kisebbség volt hű Jakabhoz, az igazi probléma a Kirk irányítása és a királyi hatalom korlátai voltak. 
Március 12-én Jakab csapataival partra szállt az Ír Királyságban Vilmos ellen . Levelet küldött a bizottmánynak, amelyet március 16-án olvastak fel, engedelmességet követelve, és büntetéssel fenyegetőzve, ha valaki annak nem tenne eleget. A nyilvános felháborodás azt jelentette, hogy egyes püspökök megtagadták az üléseken való részvételt, arra hivatkozva, hogy féltik a biztonságukat, míg mások politikai oldalt váltottak. Ezenkívül Gordon katolikus hercege felajánlotta az edinburgh-i várat Jakabnak, míg korábbi katonai parancsnoka Dundee vikomt csapatokat kezdett toborozni. Ennek hatására megerősödött a protestáns többség a konventben, amelyet zárt ajtók mögött saját erői védtek. 
Április 11-én a konvent véget vetett Jakab uralkodásának, és elfogadta a panaszokról és jogigényekről szóló törvényt, amely a parlamentet tette a fő törvényhozó hatalommá Skóciában. 1689. május 11-én Vilmos és Mária elfoglalták Skócia trónját, és június 5-én a Konvent teljes jogú parlament lett.

## Fordítás
- Ez a szócikk részben vagy egészben  a(z)   قیام سال ۱۶۸۹ یعقوبی‌گرایان című perzsa Wikipédia-szócikk ezen változatának fordításán alapul.  Az eredeti cikk szerkesztőit annak laptörténete sorolja fel. Ez a jelzés csupán a megfogalmazás eredetét és a szerzői jogokat jelzi, nem szolgál a cikkben szereplő információk forrásmegjelöléseként.